# Sumberagung (Weleri)
Sumberagung is een bestuurslaag in het regentschap Kendal van de provincie Midden-Java, Indonesië. Sumberagung telt 3396 inwoners (volkstelling 2010).